# The Braxtons
Le The Braxtons sono un gruppo musicale statunitense tutto femminile composto da Toni Braxton e dalle sue sorelle Traci Braxton, Towanda Braxton, Trina Braxton e Tamar Braxton.

## Storia del gruppo
Le cinque sorelle sono figlie del Reverendo Michael Braxton Sr. e di Evelyn Braxton e sono originarie di Severn (Maryland).
Il gruppo come quintetto ha firmato il primo contratto per Arista Records nel 1989. Nonostante il mancato successo, il primo singolo del gruppo, Good Life (1990), ha lanciato la carriera solista della maggiore delle cinque sorelle, ossia Toni Braxton, che nel 1991 ha firmato da solista per LaFace Records.
Dopo l'uscita di Toni dal gruppo, le altre componenti divennero cantanti turniste per i tour e per i video di Toni. Nel 1993 venne annunciato che le The Braxtons avevano firmato per LaFace. Tuttavia da allora non venne mai pubblicato materiale per questa etichetta.
Nel 1996 il gruppo, come trio composto da Tamar, Trina e Towanda, pubblica l'album So Many Ways, che rappresenta l'esordio ufficiale del gruppo. Il singolo omonimo anticipa l'uscita del disco, che venne diffuso da Atlantic Records, e venne accompagnato da un videoclip realizzato con la partecipazione di Mekhi Phifer.
Nel 1998 il gruppo si scioglie ufficialmente. Le varie componenti hanno intrapreso diversi percorsi artistici tra musica, cinema, televisione e anche teatro.
Nel 2011 il gruppo si riunisce per la realizzazione di un reality show intitolato Braxton Family Values, mandato in onda a partire dall'aprile di quell'anno da WE tv.
Nell'ottobre 2015 viene pubblicato il secondo album in studio: si tratta dell'album natalizio Braxton Family Christmas, che vede partecipare tutte e cinque le sorelle. Il disco è stato diffuso da Def Jam e anticipato dal singolo Every Day is Christmas. Nel 2022 la componente Traci Braxton muore per via di un carcinoma dell'esofago.

## Formazione
- Tamar Braxton (1989-1998; 2010-2012; 2015-presente)
- Trina Braxton (1989-1998; 2010-2012; 2015-presente)
- Towanda Braxton (1989-1998; 2010-2012; 2015-presente)
- Traci Braxton (1989-1995; 2010-2012; 2015-2022)
- Toni Braxton (1989-1991; 2015-presente)

## Discografia

### Album in studio
- 1996 - So Many Ways
- 2015 - Braxton Family Christmas

### Singoli
- 1990 - Good Life
- 1990 - Family
- 1996 - So Many Ways
- 1997 - Only Love
- 1997 - The Boss
- 1997 - Slow Flow
- 2015 - Every Day Is Christmas